# Xylormisa louisiana
Xylormisa louisiana là một loài bướm đêm trong họ Noctuidae.